# 始华湖潮汐电厂
始华湖潮汐发电厂（：／ Sihwaho Joryeokbaljeonso */?）是一座位于韩国京畿道安山市始华湖的潮汐发电站，装备有10台发电机合并发电容量达为254百萬瓦，略高于位于法国兰斯的潮汐能发电站（240百萬瓦）是目前世界规模最大的潮汐发电厂。
韩国潮汐能资源丰富，西海岸和南海岸以满潮和强劲的潮流闻名。始华湖潮汐发电厂是韩国发展潮汐能的关键一步。 续始华湖潮汐发电厂之后，韩国还计划在韩国西海岸的加露林灣（가로림만、Garorim Bay）和韩国仁川湾建设两个更大规模的潮汐能发电站。其中加露林计划装机容量480百萬瓦，仁川湾计划装机容量1000百萬瓦。

## 历史
1994年，韩国政府为了在京畿道安山市兴建一个淡水湖在当地建设了一条长12.7公里的水坝。后来这个湖受到了污染，韩国政府于是计划在此建一个潮汐能发电站，通过大规模的海水流通来改善始华湖的水质。
2004年始华湖潮汐发电厂的建设开工。2010年4月，首批6台发电机进入阶段性试运转，比原计划提前了3个月。其余的4台发电机在11月份进入试运营。 2011年8月3日，始华湖潮汐发电厂正式开始运营,10台发电机合并发电容量达25万4000Kw，年发电量可达5亿5200万Kwh，成为世界规模最大的潮汐发电厂。
据韩国联合通讯社称，始华湖潮汐发电厂每年可以为韩国减少1000亿韩圆的石油进口，并减少32万吨温室气体的排放。

## 环境背景
在1994年建造防波堤后，新建的始华湖水库中积聚了污染，其水无法用于农业。 在始华湖中测量的全氟辛烷磺酸（PFOS）浓度是有史以来最大的浓度之一。 2003年1月，在始华湖水中发现了730 ng/L的全氟辛烷磺酸。
在2004年，海水被重新引入，以期冲洗掉污染物。 潮汐拦河坝的涌入流被认为是一种补充性的永久解决方案。 自2007年起，该电站计划提供这种间接的环境效益以及可再生能源。

## 技术数据

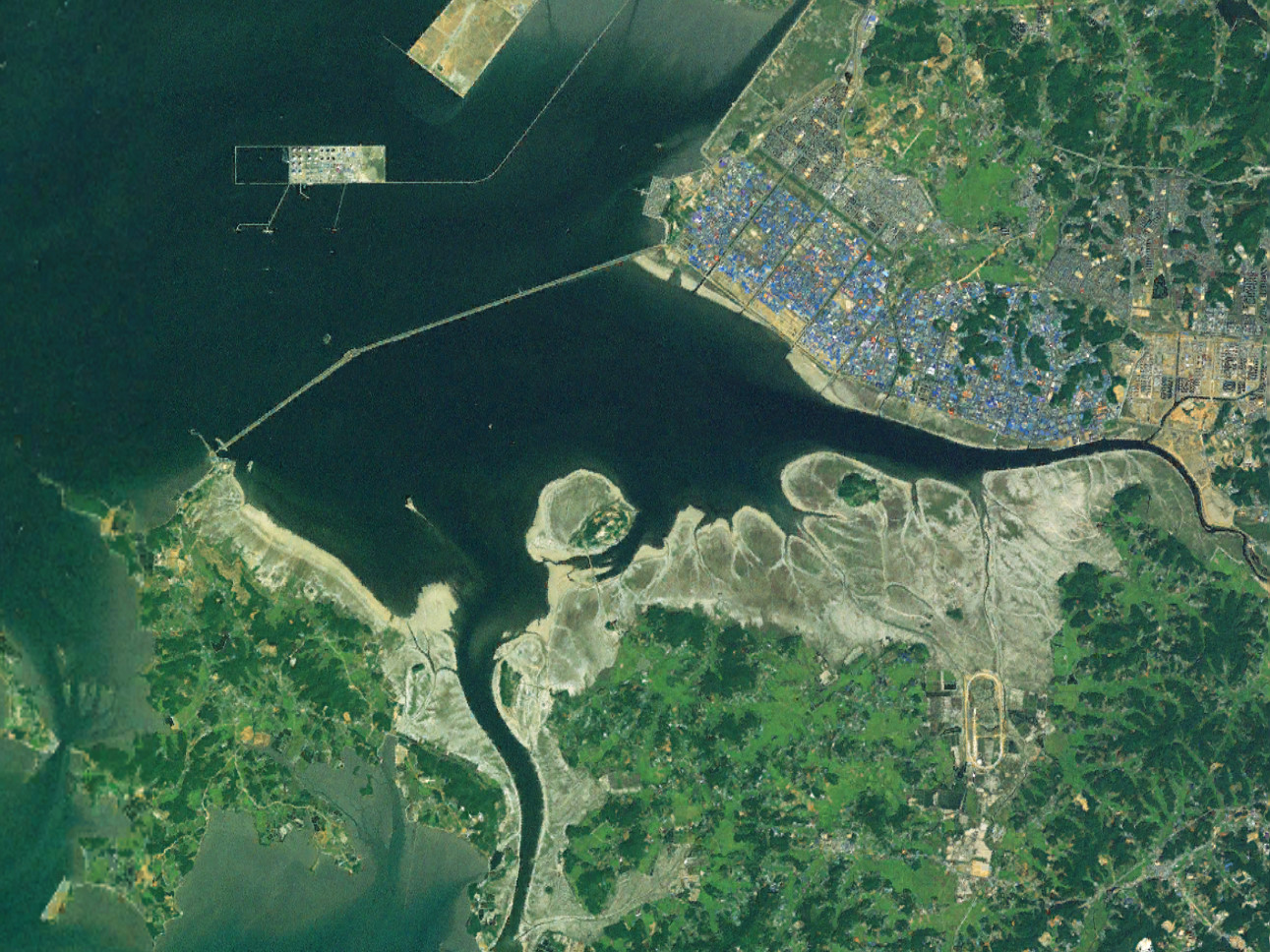
卫星照片。

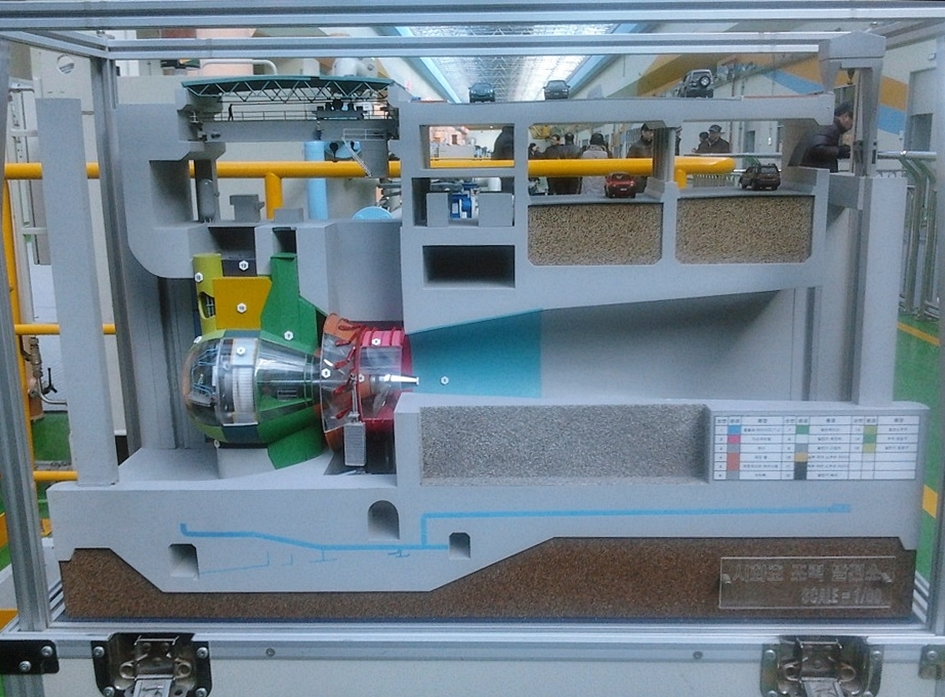
水力发电厂的比例模型。

### 水库/水坝
- 水坝长度：12.7公里
- 水库蓄水量：3.24亿立方米
- 水库表面积：56.5km²
- 进出设施：8个闸门，15.3 m×12 m（退潮时开放）
- 海水消耗量：每天约1.6亿立方米（相当于水库的50％）
- 潮汐高度：7.5 m

### 发电站
- 年发电量：550 GWh（大约相当于该市50万人的需求）
- 瀑布高度：5.82 m
- 涡轮数：10台
- 涡轮上的叶片数量：3个叶片
- 功率：25.4 MW x 10台涡轮机 = 254 MW
- 每台涡轮机容量：482m³/ s
- 叶轮直径：7.5 m
- 转速：64.3 rpm

### 发电机
- 电压：10.2 kV
- 功率：26.76 MVA
- 频率：60 Hz

## 图片

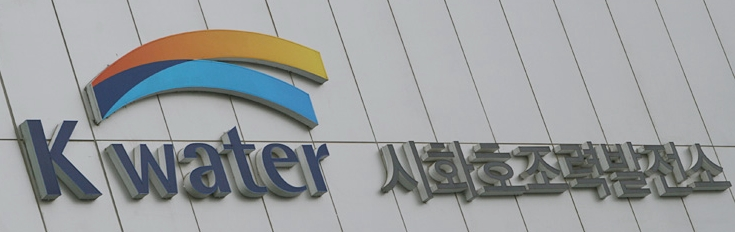
标志
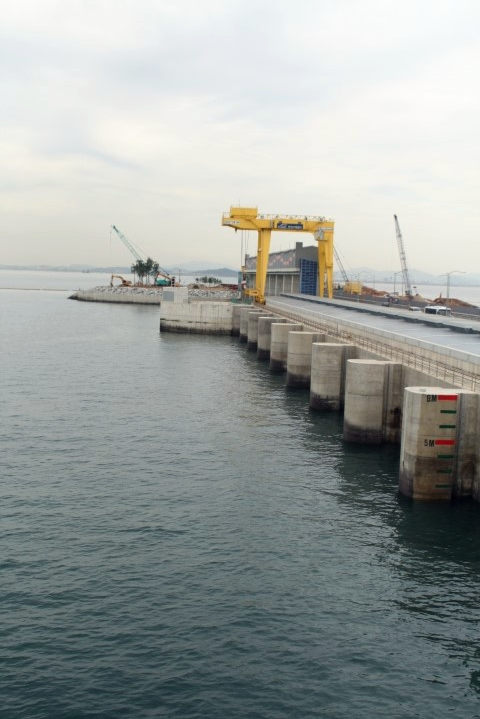
垂直照片
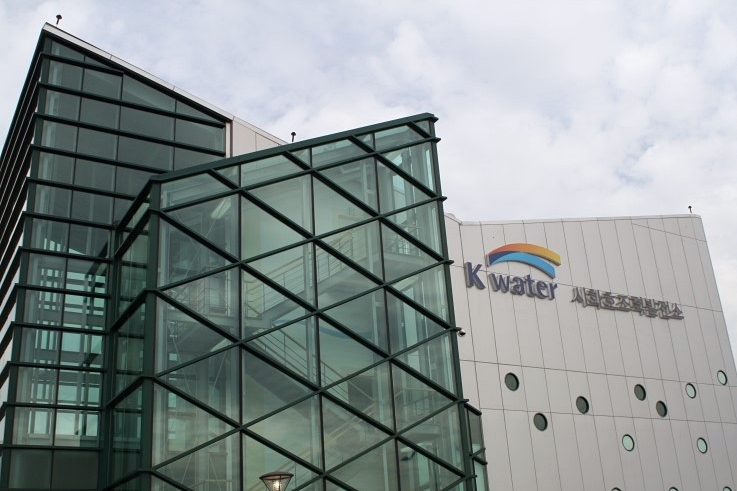
控制室
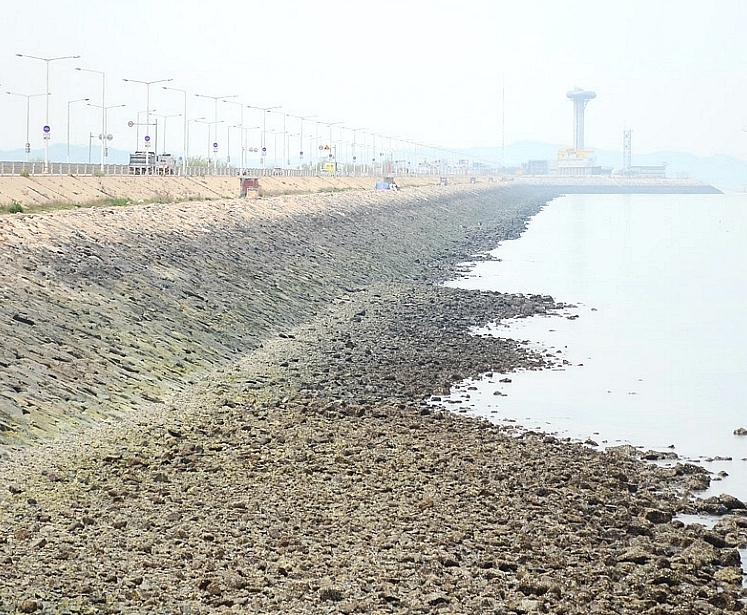
始华路堤和发电厂

## 参阅
- 水车
- 新万金海堤
- 松島國際都市
- 韓國環球影城
- 韩国经济
- 韓國水資源公社（朝鲜语：한국수자원공사）